# Xi'an Panthers
Gli Xi'an Panthers sono una squadra di football americano di Xi'an, in Cina.

## Dettaglio stagioni

### Tornei nazionali

#### Campionato

##### AFLC
| Stagione | regular season | regular season | regular season | regular season | regular season | regular season | playoff | playoff | playoff | playoff | playoff | playoff   | playoff       |
|          | Vin            | Par            | Per            | Tot            | PF             | PS             | Vin     | Per     | Tot     | PF      | PS      | risultato | avversaria    |
| -------- | -------------- | -------------- | -------------- | -------------- | -------------- | -------------- | ------- | ------- | ------- | ------- | ------- | --------- | ------------- |
| 2018     | 0              | 0              | 4              | 4              | 12             | 143            | 0       | 1       | 1       | 0       | 1       | Wild Card | Foshan Tigers |
| Totale   | 0              | 0              | 4              | 4              | 12             | 143            | 0       | 1       | 1       | 0       | 1       |           |               |

Fonti: Enciclopedia del Football - A cura di Roberto Mezzetti